# Boualem Sansal
Boualem Sansal (sinh ngày 15 tháng 10 năm 1949) là một nhà văn Algérie. Vào năm 2012, ông đã được loan báo là người đoạt giải Prix du Roman Arabe, nhưng tiền thưởng lại bị hủy bỏ vì chuyến viếng thăm Do Thái của Sansal để nói chuyện tại Đại hội nhà văn Jerusalem.

## Tiểu sử
Boualem Sansal sinh ra ở thành phố Algiers. Ông đã theo học để trở thành kỹ sư và có được bằng tiến sĩ về Kinh tế, ông bắt đầu viết tiểu thuyết vào tuổi 50 sau khi về hưu từ một chức vụ cao cấp trong chính phủ Algeria. Việc ám sát tổng thống Boudiaf vào năm 1992 và sự nổi dậy của chủ nghĩa Hồi giáo cực đoan ở Algeria đã làm cho ông cảm hứng để viết về đất nước của mình. Sansal tiếp tục sống với vợ và 2 người con gái ở Algeria mặc dù có nhiều tranh cãi về những quyển sách của ông trong nước.
Vào đại hội Văn chương Quốc tế 2007 ở Berlin, ông được giới thiệu như là một nhà văn " tị nan ngay ở trong nước mình." Ông cho là Algeria đang trở thành một pháo đài của chủ nghĩa Islam quá khích và đất nước đang mất đi những trụ cột trí thức và đạo đức.
Vào tháng 11 năm 2024, Boualem Sansal bị cảnh sát bắt giữ tại Algiers. Anh ta có nguy cơ bị kết tội "phá hoại đoàn kết dân tộc", các thủ tục tố tụng hình sự cũng được mở ra đối với Boualem Sansal.
Vào ngày 27 tháng 3 năm 2025, Sansal bị kết án 5 năm tù và nộp phạt 500.000 dinar (khoảng 3.730 đô la Mỹ).